# Florent Hasani
Florent Hasani (sinh ngày 30 tháng 3 năm 1997) là một cầu thủ bóng đá Kosovo-Albania thi đấu ở vị trí Tiền vệ tấn công cho cậu lạc bộ Israel Hapoel Kfar Saba.

## Sự nghiệp câu lạc bộ

### Diósgyőri
Ngày 25 tháng 1 năm 2018. Hasani gia nhập Diósgyőri theo dạng chuyển nhượng tự do. Bốn ngày sau câu lạc bộ xác nhận rằng vụ chuyển nhượng của Hasani là lâu dài. Anh ra mắt ngày 20 tháng 2 tại vòng 4 Magyar Kupa 2017–18 với Vác, thi đấu đủ 90 phút trong chiến thắng 2–0 trên sân khách.

## Sự nghiệp quốc tế

### U-21
Ngày 21 tháng 3 năm 2017. Hasani ra mắt U-21 Kosovo trong trận đấu gặp U-21 Ireland.

### Đội chính
Ngày 22 tháng 1 năm 2018. Hasani lần đầu được triệu tập lên đội tuyển quốc gia trong trận giao hữu với Azerbaijan. Tuy nhiên trận đấu bị hủy bỏ 2 ngày sau đó, làm hoãn màn ra mắt của anh.

### Bàn thắng quốc tế
Tính đến ngày 10 tháng 10 năm 2019
Bàn thắng và kết quả của Kosovo được để trước.
| Bàn thắng | Ngày               | Địa điểm                                    | Đối thủ   | Tỉ số | Kết quả | Giải đấu | Nguồn |
| --------- | ------------------ | ------------------------------------------- | --------- | ----- | ------- | -------- | ----- |
| 1.        | 5 tháng 9 năm 2016 | Sân vận động Fadil Vokkri, Pristina, Kosovo | Gibraltar | 1–0   | 1–0     | Giao hữu |       |